# Antoni Ruset
Antoni Ruset, także Rosetti (rum. Antonie Ruset) – hospodar Mołdawii w latach 1675–1678.
Rodzina hospodara miała greckie korzenie. Podczas swojego panowania przeniósł siedzibę metropolii mołdawskiej z Suczawy do siedziby hospodarskiej, Jass.